# Orlando Brown Jr.
Orlando Claude Brown Jr. (Duluth, 2 maggio 1996) è un giocatore di football americano statunitense che milita nel ruolo di offensive tackle per i Cincinnati Bengals della National Football League (NFL).

## Carriera

### Baltimore Ravens
I Baltimore Ravens scelsero Brown nel corso del terzo giro (83º assoluto) del Draft NFL 2018. Fu il nono offensive tackle scelto nel 2018 e fu considerato da diversi analisti uno dei migliori "affari" del Draft. Il 16 maggio firmò un contratto quadriennale del valore di 3,49 milioni di dollari, incluso un bonus alla firma di 865.000 dollari. Nella sua stagione da rookie disputò tutte le 16 partite, di cui 10 come tackle destro titolare. Partì come titolare anche nel primo turno di playoff perso contro i Los Angeles Chargers. Nel 2019 disputò tutte le 16 partite come titolare, venendo convocato per il Pro Bowl al posto dell'infortunato Trent Brown.

### Kansas City Chiefs
Il 23 aprile 2021, i Baltimore Ravens scambiarono Brown, una scelta del secondo giro del Draft NFL 2021 e la sesta del Draft NFL 2022 con i Kansas City Chiefs.
I Ravens ricevettero la prima scelta dei Chiefs, una del terzo e del quarto giro del 2021, insieme a un quinto giro del 2022. A fine stagione fu convocato per il suo terzo Pro Bowl.
Nel marzo 2022 su Brown fu applicata la franchise tag. A fine stagione fu convocato per il suo quarto Pro Bowl. Il 12 febbraio 2023, nel Super Bowl LVII vinto contro i Philadelphia Eagles per 38-35, partì come tackle sinistro titolare, conquistando il suo primo titolo.

### Cincinnati Bengals
Il 15 marzo 2023 Brown firmò un contratto quadriennale del valore di 64 milioni di dollari con i Cincinnati Bengals.

## Palmarès

### Franchigia
- Super Bowl : 1

Kansas City Chiefs: LVII
- American Football Conference Championship: 1

Kansas City Chiefs: 2022

### Individuale
- Convocazioni al Pro Bowl: 4

2019, 2020, 2021, 2022